# Kýmina (Thessalonique)
Kýmina (grec moderne : Κύμινα) est une localité située dans le dème de Délta, dans le district régional de Thessalonique, dans la periphérie de Macédoine-Centrale, en Grèce.
Selon le recensement de 2011, elle compte 3 652 habitants.